# Korvetten Esmeralda
Esmeralda var en ångkorvett i Chiles flotta (Armada de Chile), byggd i England 1855. Under Chinchakriget kapade Esmeralda den spanska skonaren Covadonga. Fartyget sänktes under Stillahavskrigen av det peruanska pansarskeppet Huascar 21 maj 1879.

## Historia
Esmeralda levererades till Chiles flotta den 18 september 1855 och seglade från Falmouth, Cornwall och anlände till Valparaiso den 7 november 1856. Under den spanska flottans belägring av Valparaiso lyckades Emeralda gå till sjöss och kapade den spanska skonaren Covadonga utanför hamnen Callao i Peru.

## Utformning

Korvetten Esmeralda

Esmeralda var 64 m lång, 9,8 m bred med deplacement 810 ton. Skrovet var byggt i trä och undervattenskroppen täckt med kopparplåt.
Hon hade 4 koleldade pannor och en horisontal ångmaskin på 200 hk. Propellern kunde lyftas uppöver vattenlinjen under segling. Bestyckningen bestod av två 20,2 cm bombkanoner, sex 15,5 cm kanoner, samt en 17,7 cm kanon.